# Jean Louis Armand de Quatrefages de Bréau
Pour les articles homonymes, voir Quatrefages.

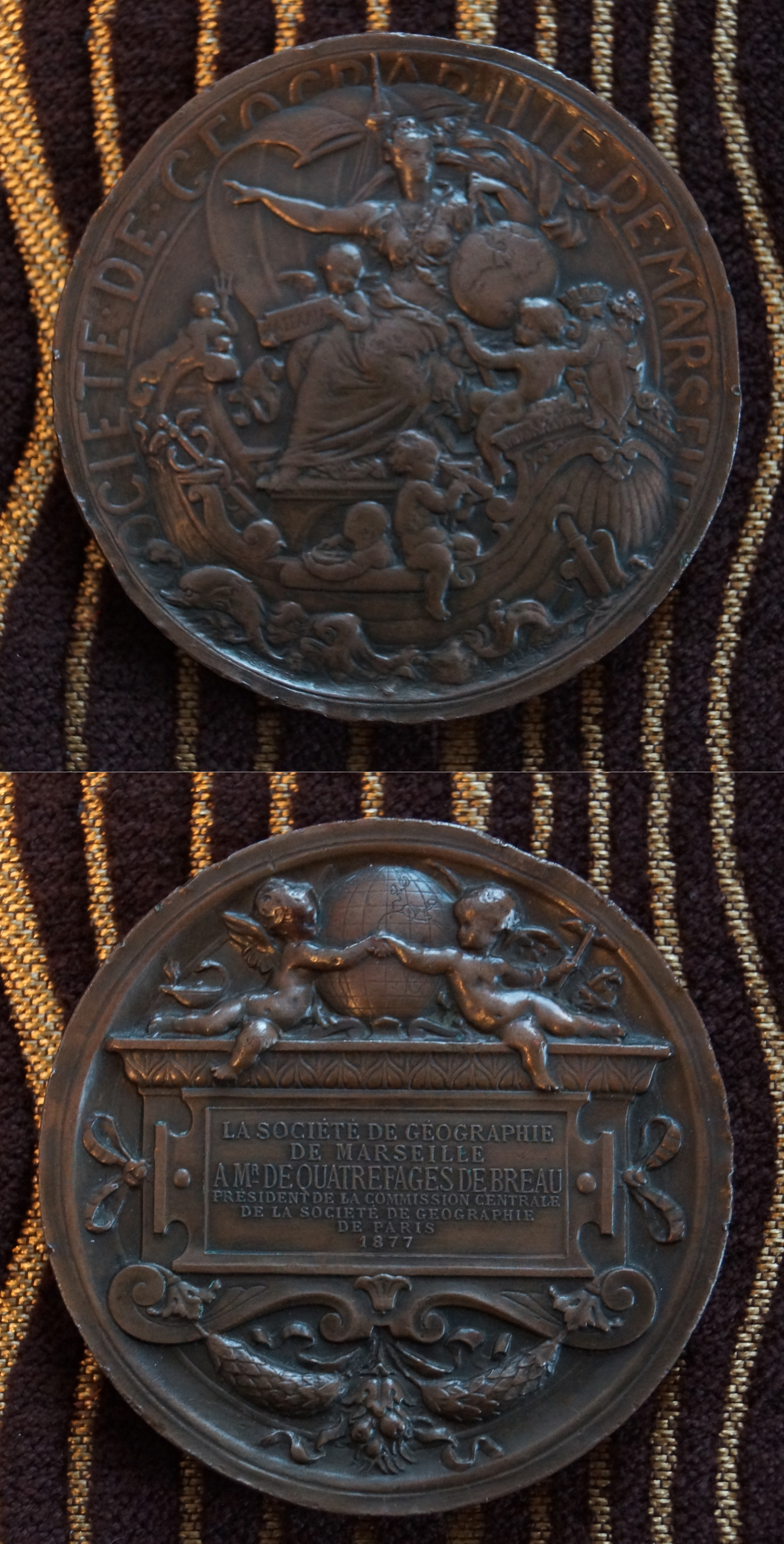
Médaille décernée à M. de Quatrefages de Bréau par la société de géographie de Marseille en 1877.

Jean Louis Armand de Quatrefages de Bréau, en forme brève Armand de Quatrefages, est un zoologiste et anthropologue français né le 6 février 1810 dans le hameau de Berthézène (commune de Valleraugue dans le Gard) et mort le 12 janvier 1892 à Paris.

## Formation
Issu d'une famille protestante installée depuis plusieurs générations dans le Gard, Armand de Quatrefages est le fils de Jean-François de Quatrefages de Bréau (1767-1858) et de Camille de Cabanes (1786-1888). Il est né dans le hameau de Berthézène, à proximité du village de Valleraugue (Gard). Il est envoyé pour sa scolarité au collège de Tournon (Ardèche), où il se distingue en mathématiques et sciences physiques.
Âgé de 19 ans en 1829, il obtient un doctorat ès sciences à l'université de Strasbourg en présentant deux thèses, l'une portant sur de la balistique, Théorie d'un coup de canon et l'autre sur le Mouvement des aérolithes considérés comme des masses disséminées dans l'espace par l'impulsion des volcans lunaires. En 1832, un nouveau doctorat - en médecine - vient le distinguer, la  thèse présentée porte sur L'extraversion de la vessie. L'un de ses maitres n'est autre que Louis Georges Duvernoy (1777-1855), ancien collaborateur de Georges Cuvier (1769-1832).

## Zoologie
Armand de Quatrefages enseigne la zoologie à la faculté des sciences de Toulouse à partir de 1838, mais quitte son poste peu de temps après. Il se rend alors à Paris et rencontre Henri Milne Edwards (1800-1885) qui devient son employeur et son ami.
En 1841, il obtient un troisième doctorat en histoire naturelle. Cette fois, sa thèse paraît deux ans plus tard sous le titre de Thèse sur les caractères zoologiques des rongeurs et sur leur dentition en particulier. C’est le début de son intérêt pour la zoologie et il travaille notamment sur les invertébrés marins. Il fait ainsi paraître, en 1844, De l'organisation des animaux sans vertèbres des Côtes de la Manche.
Il s’intéresse particulièrement à l’anatomie des annélides et fait paraitre ses Recherches sur le système nerveux, l'embryogénie, les organes des sens et la circulation des annélides (de 1844 à 1850) et Sur les affinités et les analogies des lombrics et des sangsues. L’intérêt pratique de ses recherches n'est jamais oublié, c’est pourquoi il s’intéresse à ces mollusques bivalves causant d’immenses dommages aux bateaux en bois, les tarets : Sur l'histoire naturelle des tarets (1848-1849).
Il enseigne d’abord au lycée Napoléon avant d’être élu membre de l’Académie des sciences en 1852 et d'occuper, en 1855, la chaire d’anthropologie et d’ethnographie au Muséum national d'histoire naturelle de Paris tout en poursuivant ses investigations dans le domaine de la zoologie, notamment sur le ver à soie. En 1853, il détaille ses explorations des côtes normandes et bretonnes dans les Souvenirs d'un naturaliste.
Il s’intéresse également à la question de l’acclimatation d'animaux exotiques ainsi qu’aux problèmes de pisciculture et publie sur ce dernier sujet Études sur les fécondations artificielles des œufs de poissons en 1854.

## Anthropologie
Armand de Quatrefages fait paraître en 1861 son fameux livre sur l’unité de l’espèce humaine, premier ouvrage d’une longue série en anthropologie. En 1867, il publie un rapport sur la situation de la recherche anthropologique en France.
En 1870, il étudie l’œuvre de Charles Darwin (1809-1882) et de ses précurseurs français, ainsi que la théorie lamarckienne sur le transformisme. En 1875, il participe à la fondation de l'École d'anthropologie. En 1877, il publie L’Espèce humaine et définit notamment la « race de Cro-Magnon ». Reprenant dans son ouvrage la division de l'ensemble des corps, proposée par Peter Simon Pallas en deux empires inorganique et organique, Armand de Quatrefages faisait état de cinq règnes naturels strictement séparés : I. le règne sidéral (ajouté par Augustin-Pyramus de Candolle pour les corps célestes), II. le règne minéral (correspondant à la croûte terrestre), III. le règne végétal, IV. le règne animal et V. le règne humain.
Il est élu membre étranger de la Royal Society of London en juin 1879, et membre de l’Académie nationale de médecine.
En 1887, il fait paraître son Introduction à l’étude des races humaines, puis en 1892 un nouvel ouvrage sur le darwinisme intitulé Les Émules de Darwin. Il s’oppose aux théories relatives à l’évolution et crée pour l’être humain un règne séparé. Car plus que l’évolution en tant que telle, c’est son application à l’espèce humaine qu’il combat.

## Apports scientifiques
Si l’œuvre zoologique de Quatrefages est particulièrement importante et pertinente, ses théories en ethnologie sont totalement oubliées aujourd’hui. Ses Crania Ethnica (1875-1882), qu’il signe avec Ernest Hamy (1842-1908), portaient sur la forme des crânes des êtres humains.
Ses œuvres s'inscrivent dans les théories raciales du XIXe siècle, comme on peut le lire dans L'Espèce humaine : « Tant qu'il existera des pôles et un équateur, des continents et des îles, des montagnes et des plaines, il subsistera des races distinguées par des caractères de toute nature, des races supérieures et des races inférieures au point de vue intellectuel et moral ».
Il est enterré au cimetière du Montparnasse.

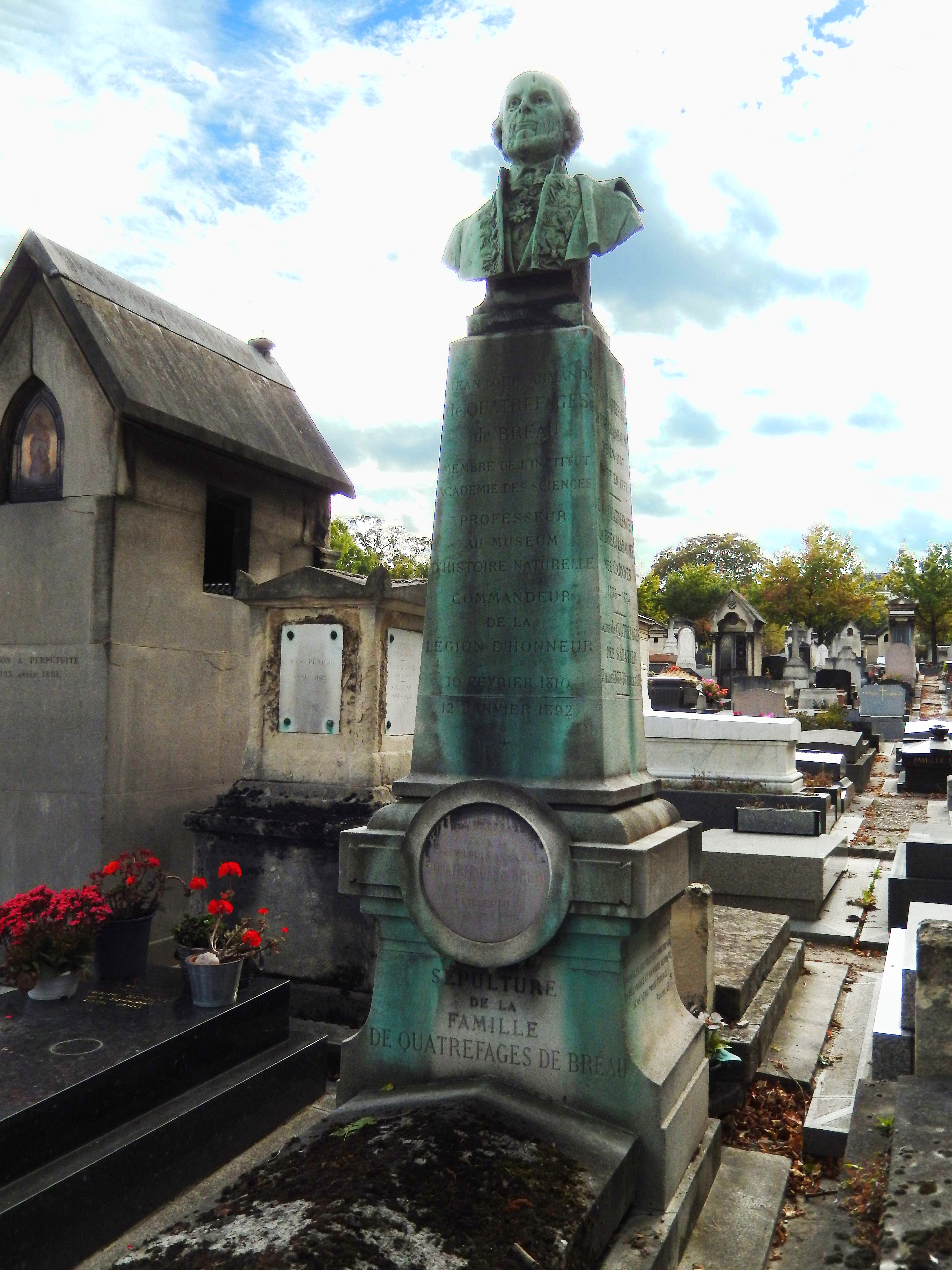
Tombe de Jean Louis Armand de Quatrefages de Bréau (cimetière du Montparnasse).Détail du buste.

## Distinctions
- Commandeur de la Légion d'honneur (1881)

## Hommages
- La ville de Paris (5e) a donné le nom de : rue de Quatrefages[8] près du Jardin des plantes de Paris.
- Une voie de la ville de Nîmes (Gard) a été nommé rue des Quatrefages. (43° 49′ 50,55″ N, 4° 21′ 59,72″ E)
- Un rond-point et une voie ont été nommés rue de Quatrefages par la ville de La Rochelle (Charente-Maritime). (46° 09′ 55,67″ N, 1° 10′ 48,4″ O)
- Un ruisseau du nom de Quatrefages[9] (Y2031060), affluent de la rivière de Virenque, est situé sur la commune de Sauclières (Aveyron).

## Publications
Liste non exhaustive :
- Théorie d'un coup de canon... (Université de Strasbourg) (Thèse de doctorat), Strasbourg, V. Silbermann, 1829, 23 p., 27 cm (SUDOC 020503342)
- Mouvement des aérolithes, considérés comme des masses disséminées dans l'espace par l'impulsion des volcans lunaires (Université de Strasbourg) (Thèse d'Astronomie), Strasbourg, impr. de Mme Ve Silbermann, 1830, 19 p., 23 cm (SUDOC 021563675)
- L'extroversion de la vessie (Université de Strasbourg) (Thèse de Médecine), Strasbourg, impr. de Mme Ve Silbermann, 1832, 46 p., 23 cm (SUDOC 02156387X, présentation en ligne, lire en ligne)
- Mœurs des lézards, Toulouse, 1835, 20 p., 21 cm (SUDOC 019446926)
- Mémoire sur quelques peintures du XVe siècle (tirées du livre des Annales de l'Hôtel de Ville de Toulouse), Toulouse, impr. de Lavergne, coll. « Mémoires de la Société archéologique du Midi de la France », 1839, 33 p., 29 cm (SUDOC 021564450)
- Considérations sur les caractères zoologiques des rongeurs et sur leur dentition en particulier : Observations sur les rongeurs fossiles (Faculté des sciences) (Thèse de doctorat en Sciences naturelles), Paris, impr. de Fain et Thunot, 1840, 26 p., 23 cm (SUDOC 019447418, présentation en ligne, lire en ligne [PDF])
- Mémoire sur les Edwardsies (Edwardsia nob.) nouveau genre de la famille des actinies, t. 18 (Annales des sciences naturelles), Paris, Fortin, Masson & Cie, coll. « Zoologie », 1842, 381 p., In-8° (SUDOC 144590999, lire en ligne), p. 65
- De l'organisation de divers animaux sans vertèbres des côtes de la Manche : rapporteur : H. Milne-Edwards (Extrait de : Comptes rendus des séances de l'Académie des Sciences) (Rapport sur une série de mémoires), Paris, impr. de Mallet-Bachelier, 1844, 17 p., 24 cm (SUDOC 019293534)
- L'Altaï, son histoire naturelle, ses mines, ses habitans : voyage dans l'Altaï oriental et les parties adjacentes des frontières de Chine par M. Pierre de Tchihatcheff. Rapport sur la partie géologique de cet ouvrage par MM. A. Brongniart, Drufrénoy, Élie de Beaumont, t. 11 (Tiré à part de la Revue des deux mondes), Paris, 1845, 35 p., 22 cm (SUDOC 144760622, lire sur Wikisource, lire en ligne [PDF])
- Notice sur les travaux zoologiques et anatomiques, Paris, Impr. de Martinet, 1852, 56 p., 27 cm (SUDOC 02099544X, présentation en ligne)
- Discours de M. de Quatrefages : prononcé à la distribution solennelle des prix du lycée Napoléon, le 13 août 1852, Paris, impr. de J.B. Gros, 1852, 16 p., 24 cm (SUDOC 021562601)
- (en) On the phosphorescence of some marine Invertebrata, t. 15, American journal of science, coll. « Annals and Magazine of Natural History », 1853, 25 cm (SUDOC 042811317, présentation en ligne), pp. 193-204
- Souvenirs d'un naturaliste : Tome 1 : l'archipel de Chausey, l'archipel de Bréhat, les côtes de Sicile. - Tome 2 : les côtes de Sicile (suite), la baie de Biscaye, les côtes de Saintonge (L'ouvrage rassemble, avec quelques modifications, des articles parus à l'origine dans la Revue des deux mondes), vol. 2, Paris, Charpentier, 1854, XV-507 p., 549 p., 19 cm (SUDOC 017688124, lire sur Wikisource, présentation en ligne)
- Questionnaire relatif à l'élevage des sangsues (Extrait du Bulletin de la Société impériale zoologique d'acclimatation, février 1855), Paris, impr. de Guiraudet et Jouaust, 1855, 8 p., 24 cm (SUDOC 187237891)
- Questions sur l'étisie : commissaires : Le Maréchal Vaillant, Dumas, Milne Edwards, Combes, Péligot (rapporteur : de Quatrefages), t. XLIV, Paris, imp. de Mallet-Bachelier, 1857, 8 p., 24 cm (SUDOC 187237891)
- Notice sur les yaks et les chèvres d'Angora importés en France, depuis la fondation de la Société (Extrait du Bulletin de la Société impériale d'acclimatation), Paris, impr. Martinet, 1857, 11 p., 24 cm (BNF 31161514, SUDOC 187235236, lire en ligne)
- Notice sur l'acclimatation de quelques espèces d'oiseaux (Extrait du Bulletin de la Société impériale d'acclimatation), Paris, Impr. de Martinet, 1859, 16 p., 24 cm (ISSN 1245-8082, SUDOC 187235449)
- Unité de l'espèce humaine, Paris, Librairie Hachette, 1861, XIV-420 p. (lire en ligne)
- Physiologie comparée, métamorphoses de l'homme et des animaux, Paris, J. B. Baillière & Fils, 1862, VI- 324 p., 19 cm (SUDOC 020032811, lire en ligne)
- Rapport sur l'ouvrage de M. Jules Duval, intitulé « Histoire de l'émigration européenne, asiatique et africaine au XIXe siècle » (Extrait du Bulletin de la Société de géographie), Paris, Impr. de Martinet, 1863, 19 p., 24 cm (ISSN 1146-7525, SUDOC 091930014)
- Exposition universelle des races canines au jardin zoologique d'acclimatation du Bois de Boulogne (Distribution des récompenses. Discours d'ouverture), Paris, Impr. de Martinet, 1863, 11 p., 24 cm (SUDOC 187236097)
- Les Polynésiens et leurs migrations (Extrait de la Revue des deux mondes), Paris, impr. J. Claye, 1864, 72 p., 24 cm (SUDOC 185932541, lire en ligne)
- Histoire naturelle des annelés marins et d'eau douce : annélides et géphyriens, t. 2 t. en 3 vol., Paris, Librairie encyclopédique de Roret, coll. « Suites à Buffon », 1865, p. 769-782, 23 cm (SUDOC 024985252, lire en ligne)
- Louis-Marie Meschinet de Richemond (1839-1911) (avec un précis historique d'Armand de Quatrefages), La Rochelle et ses environs, La Rochelle, Charier, 1866, 393 p., 20 cm (SUDOC 07980649X, lire en ligne)
- Ministère de l'instruction publique, Rapport sur les progrès de l'anthropologie, Paris, Imprimerie impériale, Librairie de L. Hachette et cie, 1867, 570 p., 27 cm (BNF 31161528, SUDOC 051144360, lire en ligne)
- M. Charles Darwin à l'Académie des Sciences (Extrait de la Revue des cours scientifiques de la France et de l'étranger), Paris, Germer Baillière, 1870, 564 p., 27 cm (SUDOC 185657761, lire en ligne)
- Charles Darwin et ses précurseurs français : étude sur le transformisme (Extrait de la Revue des cours scientifiques de la France et de l'étranger), Paris, Germer Baillière, coll. « Bibliothèque de philosophie contemporaine », 1870, 378 p., 23 cm (OCLC 458227346, SUDOC 022674101, présentation en ligne, lire en ligne [PDF]). Une étude de l'évolution dans laquelle l'auteur adopte la même attitude qu'Alfred Russel Wallace et combat l'application à l'homme de la doctrine darwinienne.
- La race Prussienne (Un extrait est publié dans les Bulletins de la Société d'anthropologie de Paris), Paris, Librairie Hachette, 1871, 110 p., 18 cm (OCLC 12097818, SUDOC 026498340, présentation en ligne, lire en ligne)
- Les migrations et l'acclimatation en Polynésie (Extrait du Bulletin de la Société d'acclimatation), Paris, Impr. de Martinet, 1877, 20 p., In-8° (SUDOC 109533542)
- L'espèce humaine (Deuxième édition), Paris, G. Baillière, coll. « Bibliothèque scientifique internationale », 1877, 368 p., 21 cm (OCLC 690614268, SUDOC 142912247, présentation en ligne, lire en ligne)
- Mémoire sur un pigeon monstrueux du genre Déradelphe (Association française pour l'avancement des sciences. Congrès du Havre), Paris, Impr. de Chaix, 1878, 14 p., In-8° (SUDOC 109533534)
- Note sur Charles Darwin (Tiré à part des Comptes rendus des séances de l'Académie des Sciences), Paris, 1882, 7 p., 30 cm (OCLC 919019834, SUDOC 109830083, présentation en ligne)
- Nouvelles études sur la distribution géographique des négritos et sur leur identification avec les pygmées asiatiques de Ctésias et de Pline (Extrait de la Revue d'ethnographie), Paris, E. Leroux, 1882, 49 p., 24 cm (OCLC 799693252, SUDOC 109533550)
- Crania ethnica : les crânes des races humaines décrits et figurés d'après les collections du Muséum d'histoire naturelle de Paris de la société d'anthropologie de Paris et les principales collections de la France et de l'étranger (ill. H. Formant (Lithographe), similaire au Crania de John Thurnam et Joseph Barnard Davis et au Crania Americana and Crania Aegyptiaca de Samuel George Morton. (Ouvrage accompagné de 100 planches lithographiées d'après nature et illustré de 486 figures intercalées dans le texte), Paris, Londres, Madrid, J.B. Baillière et fils, Baillière et Tindall, Carlos Bailly-Baillière, 1882, XI-527 p., 35 cm (OCLC 491854927, SUDOC 092703836, lire en ligne)
- Hommes fossiles et hommes sauvages : études d'anthropologie (Avec 209 gravures intercalées dans le texte et une carte), Paris, J. B. Baillière, 1884, XII-644 p., 25 cm (OCLC 783014, SUDOC 015699374, présentation en ligne, lire en ligne [PDF])
- Histoire générale des races humaines : Introduction à l'étude des races humaines (Premier volume : Questions générales - Deuxième volume : Classification des races humaines), vol. 2, Paris, A. Hennuyer, coll. « Bibliothèque ethnologique », 1887-1889, 618-283 p., illus., pl., cartes et cartes repl., tabl., diagr., 26 cm (OCLC 26028098, BNF 6k, SUDOC 014211319, présentation en ligne, lire en ligne [PDF])
- Les émules de Darwin, précédée d'une Préface sur l'évolution mentale par Edmond Perrier, et d'une notice sur la vie et les travaux de M. de Quatrefages par M. Ernest Hamy, Paris, Félix Alcan, coll. « Bibliothèque scientifique internationale », 1894